# Síndrome de Budd-Chiari
En el camp de la gastroenterologia i de l'hepatologia, la síndrome de Budd-Chiari (trombosi de les venes hepàtiques) és un trastorn rar (incidència d'1 /1.000.000 en adults), generalment causat per coàguls de sang que obstrueixen, parcial o completament, les grans venes que drenen en el fetge

## Etiologia
Generalment, es desconeix la causa d'aparició de la síndrome de Budd-Chiari. En alguns casos hi ha algun procés que predisposa a l'aparició de coàguls de sang, com poden ser l'embaràs o la drepanocitosi. També s'ha associat a l'administració d'estrògens, a l'administració de quimioteràpia pel tractament de neoplàsies i a malalties associades a un estat d'hipercoagulabilitat de la sang.
La causa d'aparició es pot trobar en més del 80% de pacients.
- Síndrome primària de Budd–Chiari (75%): trombosi de la vena hepàtica, causada per les següents etiologies (en ordre decreixement de freqüència)

1. Policitèmia vera (síndrome mieloproliferativa d'eritròcits)[10]
2. Embaràs
3. Estat postpart
4. Ús d'anticonceptiu oral
5. Hemoglobinúria paroxística nocturna (un 39% desenvolupen trombosis venoses[11] i un 12% poden patir Budd-Chiari[12]
6. Carcinoma hepatocel·lular
7. Lupus secundari a anticoagulants

- Síndrome secundària de Budd–Chiari (25%): compressió extrínseca de la vena hepàtica (per exemple, per un tumor)

La síndrome de Budd–Chiari també es pot veure a la tuberculosis, telangièctasis venoses congènites i, molt ocasionalment, en estenosi de la vena cava inferior.
Habitualment el pacient disposa d'una tendència prèvia protrombòtica, encara que la síndrome de Budd–Chiari pot ser el primer símptoma d'aquesta tendència. Exemples de tendències genètiques serien el dèficit de proteïna C, el dèficit de proteïna S, la mutació del factor V Leyden, dèficit d'antitrombina i la mutació G20210A del gen de la protrombina. Altres factors de risc poden ser la síndrome antifosfolipídica, l'aspergil·losi, la malaltia de Behçet, la dacarbazina i el traumatisme.
Una malaltia relacionada amb la síndrome de Budd-Chiari és la malaltia venooclusiva hepàtica, la qual ocorre com a complicació de la medicació administrada a pacients que han rebut trasplantament de medul·la òssia. Encara que el seu mecanisme fisiopatològic és similar, no es considera una forma de síndrome de Budd-Chiari. Algunes causes toxicològiques de malaltia venooclusiva hepàtica inclouen plantes i herbes fonts d'alcaloides pirrolizidínics com són la borratja, la consolda major, la pota de cavall, les llavors d'heliotropis, Bocconia frutescens, Teucrium i chaparral

## Fisiopatologia
Es parla de síndrome de Budd-Chiari qualsevol obstrucció del sistema venós hepàtic (des de les vènules fins a l'aurícula dreta). Aquest fenomen porta a un increment de la pressió portal i sinusoidal a mesura que el flux sanguini s'acumula. L'increment de pressió portal augmenta la filtració de fluid vascular, generant ascites abdominal i flux venosa col·lateral mitjançant varius esofàgiques, gàstriques i rectals. L'obstrucció també causa necrosi centrilobul·lar i canvis perifèrics lobulars a causa de la isquèmia. Si el procés fisiopatològic persisteix crònicament, es desenvolupa el fenomen de "fetge en nou moscada". També es pot desenvolupar insuficiència renal, possiblement perquè l'organisme detecti una absència de volum que vol compensar mitjançant la subseqüent activació del sistema renina - angiotensina i una excessiva retenció de sodi.

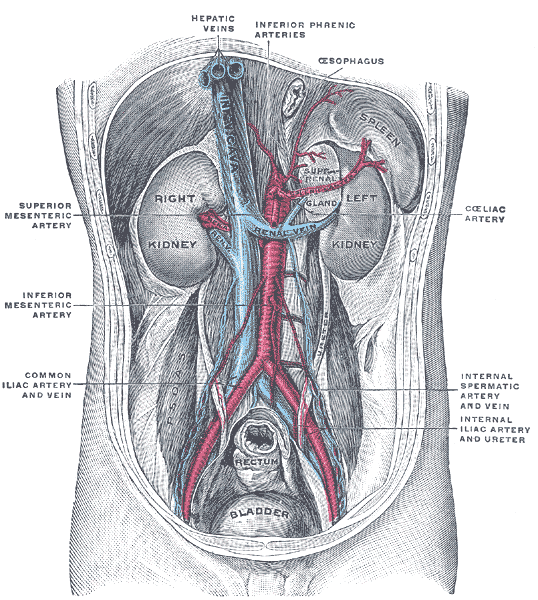
Paret abdominal posterior sense peritoneu, mostrant ronyols, glàndules suprarrenals i els grans vasos abdominals (les venes hepàtiques es mostren en posició central.)

## Quadre clínic
La simptomatologia de la síndrome de Budd-Chiari pot començar sobtadament i ser devastadora, en forma de dolor abdominal, icterícia, hepatomegàlia, esplenomegàlia i, finalment, encefalopatia. En casos fulminants, la síndrome apareix ja en fases inicials amb encefalopatia i ascites. També podria aparéixer certa necrosi hepàtica, una greu acidosi làctica i un augment de la mida del lòbul caudat hepàtic. Malgrat tot, generalment es presenta de forma més gradual, sovint indolora i amb la presència d'un sistema de venes col·laterals format al voltant del punt d'obstrucció, formant una gran telangièctasi. Poden progressar a cirrosi i mostrar els signes d'insuficiència hepàtica i hipertensió portal
Per altra banda, una trobada accidental d'una forma asimptomàtica i silent de la malaltia no hauria de ser una causa d'extrema preocupació per la lenta evolució de la història natural de la malaltia 

## Diagnòstic
Quan existeix sospita de síndrome de Budd-Chiari, hi ha una sèrie d'analits que podrien trobar-se alterats (però no aporten directament el diagnòstic): enzims hepàtics, creatinina, urea, electròlits, LDH
La simptomatologia característica és clau per al seu diagnòstic, però la prova diagnòstica més rellevant continua essent la ecografia abdominal (la qual pot mostrar obliteració, trombosi o estenosi de les venes hepàtiques, circulació col·lateral abundant, cordó fibrós que substitueix una vena...). La tomografia computada (TC) o la ressonància magnètica (RM) s'utilitzen ocasionalment malgrat no ser tan sensibles. La biòpsia hepàtica (on s'extreu amb una agulla una mostra de teixit hepàtic pel seu examen microscòpic) no és especialment especíica però a vegades és necessària per diferenciar la síndrome de Budd - Chiari d'altres causes possibles d'hepatomegàlia i ascites (galactosèmia, síndrome de Reye). També es recomana una avaluació per detectar una mutació de JAK2 V617F 

## Tractament
Un grup reduïts poden ser tractats mèdicament amb restricció sòdica, diürètics per a controlar l'ascites, anticoagulants com l'heparina o warfarina i tractament simptomàtic general. La majoria de pacients requereixen una intervenció més intensa. Les formes lleus de Budd-Chiari poden ser tractades amb derivacions quirúrgiques ("shunts") per distribuir el flux sanguini al voltant de l'obstrucció hepàtica. És important realitzar aquestes derivacions quirúrgiques de forma precoç després del diagnòstic per assolir els millors resultats.
La derivació portosistèmica intrahepàtica transjugular és similar a una derivació quirúrgica: té el mateix objectiu, però una menor mortalitat periprocedimental (un factor que ha incrementat la seva popularitat). Si totes les venes hepàtiques estan col·lapsades, es pot realitzar l'abordatge de la vena porta mitjançant el segment intrahepàtic de la vena cava inferior mitjançant un procés anomenat DPID (derivación portocava intrahepàtica directa). Els pacients amb estenosi o obstrucció de la vena cava es poden beneficiar de la tècnica d'angioplàstia. Hi ha estudis limitats de fibrinòlisi amb infusió directa d'urocinasa i activador tissular de plasminògen dins de la vena obstruïda que han mostrat un èxit moderat en tractar la síndrome de Budd-Chiari, però segueix no essent una primera opció terapèutica.
El trasplantament hepàtic és un tractament efectiu per al Budd-Chiari. Es reserva habitaulment per pacients amb insuficiència hepàtica fulminant, fracàs de derivacions quirúrgiques o la progressió de cirrosi hepàtica que limiti l'esperança de vida a 1 any. La supervivència a llarg termini després del trasplantament oscil·la en un 69-87%. Les complicacions més freqüents del trasplantament inclouen rebuig, trombosis arterials o venoses i hemorràgies causades per anticoagulació. Un 10% dels pacients pot experimentar recurrències després del trasplantament.

## Prognosi
Diversos estudis han intentat predir la supervivència dels pacients amb síndrome de Budd-Chiari. Generalment, uns 2/3 dels pacients tenen una esperança de vida superior als 10 anys. Els factors pronòstics negatius més importants son l'ascites, encefalopatia, puntuacions elevades de Child-Pugh, elevat temps de protrombina i nivells alterats sèrics de diverses substàncies (sodi, creatinina, albúmina, bilirubina). La supervivència també és altament depenent de la causa subjacent de la síndrome de Budd-Chiari: per exemple, un pacient amb una síndrome mieloproliferativa pot progressar a una leucèmia aguda, independentment de Budd-Chiari

## Epònim
Va ser nomenada per George Budd (metge britànic) i per Hans Chiari (patòleg austríac).